# Lacrimabili statu

Lacrimabili statu (« Par l'état déplorable ») est le titre d'une encyclique du pape Pie X. Elle date du 7 juin 1912 et concerne l'aide que doit apporter l'Église aux Indiens d'Amérique du Sud.

## Description
L'encyclique se réfère à la lettre apostolique Immensa Pastorum (20 décembre 1741), dans laquelle Benoît XIV déplorait déjà les mauvais  traitements des Amérindiens. Pie X mentionne également les lettres apostoliques In plurimis (1888) et Catholicae Ecclesiae (1890) de son prédécesseur Léon XIII. Lacrimabili Statu condamne la résurgence de la servitude et de l'esclavage, et met en garde contre les massacres des Indiens et la destruction de villages entiers, dont la conséquence pourrait être l'extinction des peuples autochtones.
Le pape appelle les évêques et les prêtres d'Amérique du Sud à aider les opprimés et à traduire leur travail pastoral par des actes.